# Politique sociale en France
Cette page dresse une chronologie de la politique sociale en France.

## Révolution,Consulat,Premier Empire
- 1791 : Loi Le Chapelier sur l’interdiction des associations ouvrières et des coalitions.
- 1793 : Le principe de solidarité sociale est reconnu dans la Déclaration des droits de l'homme et du citoyen de 1793.
- 1804 : L’article 1781 du Code civil consacre l’infériorité légale de l’ouvrier face à l’employeur.
- 1806 : Création des conseils de prud’hommes.

## Restauration
- 1814 : Loi sur le repos dominical.

## Monarchie de Juillet
- 1840 : Villermé publie son Tableau de l’état physique et moral des ouvriers employés dans les filatures de coton, de laine et de soie.
- 1841 : Loi relative au travail des enfants employés dans les manufactures, usines et ateliers. Première loi réglementant le travail des mineurs en France ; elle interdit notamment le travail au-dessous de l'âge de 8 ans.
- 1841 : Création de l’inspection du travail des enfants en France.

## Deuxième République
- 1848 : Révolution de 1848. Création de la commission du Luxembourg, considérée comme la première administration du travail en France.

## Second Empire
- 1851 :  Construction des 86 premiers logements sociaux de Paris à la cité Rochechouart.
- Février 1852 : Les bureaux de vote sont établis dans toutes les communes au lieu des chef-lieu de canton. Les hommes de 21 ans ayant un domicile depuis 6 mois obtiennent le droit d'être électeur.
- 1852 : Création de la caisse du Crédit foncier de France.
- 1853 : Le Baron Haussmann est nommé préfet de la Seine et désigné pour mener des grands travaux colossaux qui transforment Paris : les grands boulevards célèbres  mais aussi de nouvelles gares, le théâtre du Châtelet, la Place de l’Étoile, etc. (Transformations de Paris sous le Second Empire et Réalisations urbaines du Second Empire à Paris)
- 1861 : Premier baccalauréat obtenu par une femme, Julie-Victoire Daubié officialisé par le soutien du couple impérial.
- 1862 : Première école professionnelle pour jeunes filles, fondée par Élisa Lemonnier qui se dévoua à porter l'enseignement supérieur pour les femmes.
- 1862 : La Société du Prince Impérial fondée par l'Impératrice Eugénie est reconnue d'utilité publique par décret impérial, cet organisme bienfaiteur permet de prêter jusqu'à 1.000 francs aux ouvriers, d'aider les familles modestes.
- 1862 : Projet de loi visant à créer une inspection générale du travail pour faire respecter la loi de 1841 sur le travail des enfants, révoqué par le Conseil d'État.
- 1864 : Abolition du délit de coalition par la Loi Ollivier, reconnait pour la première fois le droit de grève en France sous condition de ne pas porter atteinte à la liberté du travail et de ne pas troubler l'ordre public.
- 1864 : Première caisse d’assurance décès et caisse d’assurance contre les accidents du travail
- 1866 : Loi Duruy : Obligation pour chaque commune de plus de 800 habitants d'ouvrir une école pour filles, gratuité de l'enseignement public du premier degré pour 8 000 communes supplémentaires, ajout de l'enseignement de la philosophie et de l'histoire contemporaine aux programmes scolaires sous l'impulsion du Ministre de l'instruction publique Victor Duruy
- juin 1868 : Légalisation du Droit de réunion pour parler d'industrie, d’agriculture ou de littérature
- août 1868 : Abrogation de l'article article 1781 du Code civil sur la primauté de la parole du maître sur celle de l’ouvrier en cas de litige
- 23 mars 1869 : le Conseil d'État supprime le livret ouvrier
- 1869 : Inauguration de la Bourse du travail de Paris

## Troisième République

### Présidence deJules Grévy
- 1880 : Abrogation de la loi sur le repos dominical.
- 1882 : Adoption des lois Ferry : Elles rendent l'école primaire gratuite, obligatoire et laïque.
- 1884 : Loi Waldeck-Rousseau sur les syndicats professionnels.

### Présidence deSadi Carnot
- 1892 : Création d’un corps unique d’inspecteurs du travail d’État en France.
- 1893 : Loi sur l’hygiène et la sécurité dans les établissements industriels.
- 1893 : Loi du 15 juillet 1893 sur l'assistance médicale.

### Présidence deFélix Faure
- 1895 : Création de la Confédération générale du travail (CGT).
- 1898 : Loi sur les accidents du travail.

### Présidence d'Armand Fallières
- 1906 : Rétablissement du repos dominical. Création du ministère du Travail.

### Présidence deRaymond Poincaré
- 1919 : Loi des huit heures. Création de la Confédération française des travailleurs chrétiens (CFTC).

### Présidence d'Albert Lebrun
- 1936 : Accords Matignon: semaine de quarante heures, congés payés, droit de se syndiquer librement, instauration du délégué du personnel, augmentation des salaires de 7 à 12 %, loi sur les conventions collectives de travail.
- 1936 : Réforme de la banque de France.
- 1936 : Mise en place du billet de congé annuel.

## Régime de Vichy
- 1941: Instauration du régime de retraite par répartition et du minimum vieillesse par la loi du 14 mars 1941, et création de la charte du travail du 4 octobre 1941 rédigée par le syndicaliste René Belin.

## Gouvernement provisoire de la République française
- 1944 : Adoption du programme du Conseil national de la Résistance (CNR). Abrogation de la Charte du travail. Création de la Confédération générale des cadres (CGC). Droit de vote des femmes.
- 1945 : Instauration des comités d’entreprise et du contrôle de l’emploi. Création de la Sécurité sociale.

## Quatrième République

### Présidence deVincent Auriol
- 1946 : Le préambule de la constitution de la IVe République reconnaît le droit à l’emploi et le droit de grève. Création du Conseil national du patronat français (CNPF).
- 1947 : Création de la Confédération générale du travail - Force ouvrière (CGT-FO).
- 1950 : Instauration du salaire minimum interprofessionnel garanti (SMIG).

### Présidence deRené Coty
- 1956 : Loi sur la troisième semaine de congés payés.

## Cinquième République

### Présidence deCharles de Gaulle
- 1958 : Adoption de la constitution de la Ve République, qui reprend à son compte le préambule de 1946, dont la valeur constitutionnelle sera établie par la décision du Conseil constitutionnel du 16 juillet 1971. Création de l’Union nationale interprofessionnelle pour l’emploi dans l’industrie et le commerce (Unedic).
- 1963 : Loi sur la quatrième semaine de congés payés.
- 1964 : Création de la Confédération française démocratique du travail (CFDT).
- 1966 : L'ANIFRMO, créée en 1949, devient l'Association pour la formation professionnelle des adultes (AFPA).
- 1967 : Création de l’Agence nationale pour l’emploi (ANPE).
- 1968 : Mai 68. Accords de Grenelle. Loi relative à l’exercice du droit syndical dans l’entreprise.

### Présidence deGeorges Pompidou
- 1970 : Instauration du salaire minimum interprofessionnel de croissance (SMIC).
- 1971 : Loi sur la formation professionnelle.
- 1973 : Création de la Confédération européenne des syndicats (CES). Loi sur la résiliation unilatérale du contrat de travail. Loi Royer sur la grande distribution qui, pour préserver le commerce et l'artisanat, oblige à requérir une autorisation pour ouvrir des grandes surfaces commerciales.

### Présidence deValéry Giscard d'Estaing
- 1975 : Loi sur l’autorisation administrative de licenciement.
- 1977 : Accord interprofessionnel sur la mensualisation.

### Présidence deFrançois Mitterrand
- 1981 : Élection du candidat socialiste, François Mitterrand, à la présidence de la République.
- 1982 : Instauration de la semaine de trente-neuf heures et de la cinquième semaine de congés payés, en vertu d’un accord interprofessionnel signé l’année précédente. Lois Auroux sur le droit d’expression et la négociation collective. Création de l'impôt sur les grandes fortunes, transformé en 1989 en impôt de solidarité sur la fortune.
- 1983 : Fixation de l’âge légal de la retraite à soixante ans.
- 1986 : Première cohabitation: gouvernement Chirac. Suppression de l’autorisation administrative de licenciement.
- 1987 : Loi Séguin sur l’aménagement du temps de travail.
- 1988 : Retour de la gauche, gouvernement Rocard. Création du Revenu minimum d'insertion.
- 1989 : Loi sur la prévention du licenciement économique et le droit à la conversion.
- 23 décembre 1992: Texte annulant les procédures de licenciement non accompagnées de plan de reclassement.
- 1993 : Loi quinquennale relative au travail, à l’emploi et à la formation professionnelle.

### Présidence deJacques Chirac
- 1995-1997: Gouvernement Juppé.
- 1996 : Loi de Robien sur l’aménagement et la réduction du temps de travail. Loi Raffarin qui renforce les dispositions de la Loi Royer de 1973 sur la grande distribution.
- 1997-2002: Gouvernement Jospin (gauche plurielle).
- 1998 : La loi Aubry prévoit l’instauration de la semaine de trente-cinq heures à partir du 1er janvier 2000 dans les entreprises de plus de vingt salariés et à partir du 1er janvier 2002 dans les autres entreprises. Le CNPF prend le nom de Mouvement des entreprises de France (Medef).
- 1999 : Couverture maladie universelle.
- 2002 : Loi de modernisation sociale.
- 2003 : Loi Fillon sur la réforme des retraites.
- 2005 : Loi de cohésion sociale préparée par le Ministre du Travail et des Affaires sociales Jean-Louis Borloo (gouvernement Raffarin et Villepin)

### Présidence deNicolas Sarkozy
- 2007 : Loi TEPA (ou « paquet fiscal »), qui contient entre autres une mesure de défiscalisation des heures supplémentaires (gouvernement Fillon).
- 2008 : Loi de modernisation de l'économie, qui supprime notamment la limite de 300 m2 prévue dans le cadre de la loi Raffarin de 1996 au-delà desquels les grandes surfaces commerciales doivent requérir une autorisation pour ouvrir.

### Présidence deFrançois Hollande
- Loi du 17 mai 2013: Mariage pour tous autorisant le mariage, l'adoption et la succession pour les personnes de même sexe.

### Présidence deEmmanuel Macron
- Loi du 14 Décembre 2020 : Allongement du congé paternité.
- Loi du 19 Octobre 2020 : Encadrement de l'exploitation des enfants de moins de 16 ans sur les plateformes numériques.